# Morrisania
Morrisania is een wijk in het New Yorkse stadsdeel The Bronx. Het gebied was oorspronkelijk eigendom van de Morris-familie en werd Manor of Morrisania genoemd. In 1855 werd het een onafhankelijke gemeente, maar in 1874 werd het geannexeerd door de stad New York. Vanaf de jaren 1960 raakten Morrisania en de andere wijken van South Bronx ernstig in verval, en waren er veel uitgebrande en gesloopte huizenblokken. Vanaf de jaren 1990 vond grootschalige herbouw plaats. De wijk wordt bestuurd door de Bronx Community Board 3.

## Geschiedenis
In de jaren 1670 kocht Richard Morris uit Wales ongeveer 200 hectare grond in Broncksland. Geleidelijk werd het gebied uitgebreid tot meer dan 800 hectare. Het gebied was in handen van de familie en werd Manor of Morrisania genoemd. De grond werd oorspronkelijk bewerkt door slaven. Later pachtten kleine boeren grond van de familie. In het eind van de 18e eeuw was het eigendom van Gouverneur Morris die voorstelde om de hoofdstad van de Verenigde Staten op Morrisania te bouwen, maar het Amerikaans Congres negeerde het voorstel. In de jaren 1840 werd het dorp Morrisania gebouwd als forenzendorp voor de stad New York.
In 1855 werd de gemeente Morrisania opgericht als onderdeel van Westchester County. De stad New York was ontevreden over de slechte infrastructuur ten noorden van de stad, en annexeerde Morrisania in 1874. Het oorspronkelijke Morrisania was aanzienlijk groter dan de huidige wijk en omvatte ook de wijken Concourse, Melrose, Port Morris, en Mott Haven. In 1898 werd het een onderdeel van de borough The Bronx.
In 1888 werd de Third Avenue Line doorgetrokken naar Morrisania en werden veel huurkazernes gebouwd van 5 en 6 verdiepingen. De kazernes werden bewoond door arbeiders die werkten in Manhattan. Een groot deel van de bevolking was joods. In de jaren 1950 was het een armoedige wijk met veel huisjesmelkers. De oorspronkelijke blanke bewoners vertrokken uit de wijk en werden vervangen door Afro-Amerikanen. De aanleg van de Cross Bronx Expressway, een snelweg dwars door The Bronx, versnelde het verval. Eind jaren 1960 en begin jaren 1970 werden veel huurkazernes in brand gestoken om de verzekeringswaarde te incasseren.
Vanaf het midden van de jaren 1970 begon de hiphop zich te ontwikkelen in Morrisania. In 1982 scoorde Grandmaster Flash and the Furious Five een grote hit met "The Message" waarin het leven in het getto van Morrisania werd omgeschreven. Vanaf de jaren 1990 vond grootschalige herbouw plaats, en is er sprake van een forse bevolkingsgroei.

## Demografie
In 2020 telde Morrisania 37.607 inwoners. 1,9% van de bevolking is blank; 0,5% is Aziatisch; 40,2% is Afro-Amerikaans en 54,7% is Hispanic ongeacht ras of etnische groepering. Tussen 2010 en 2020 was er sprake van een forse groei, en nam het inwonersaantal toe met 6.737 personen. In 2019 was het gemiddelde gezinsinkomen US$28.128, en ligt fors beneden het gemiddelde van de stad New York ($72.108).

## Bekende inwoners
- Lewis Morris (1726-1798), grootgrondbezitter en ondertekenaar van de Amerikaanse Onafhankelijkheidsverklaring voor New York[13]
- Gouverneur Morris (1752-1816), politicus[14]
- Colin Powell (1937-2021), generaal, nationaal veiligheidsadviseur en minister van Buitenlandse Zaken[15]
- Grandmaster Flash (1958), dj en hiphop-pionier[12]
- Melle Mel (1961), rapper en hiphopmuzikant[16]
- Fat Joe (1970), rapper, acteur en labeleigenaar[12]
- Big Pun (1971-2000), rapper[17]

## Foto's

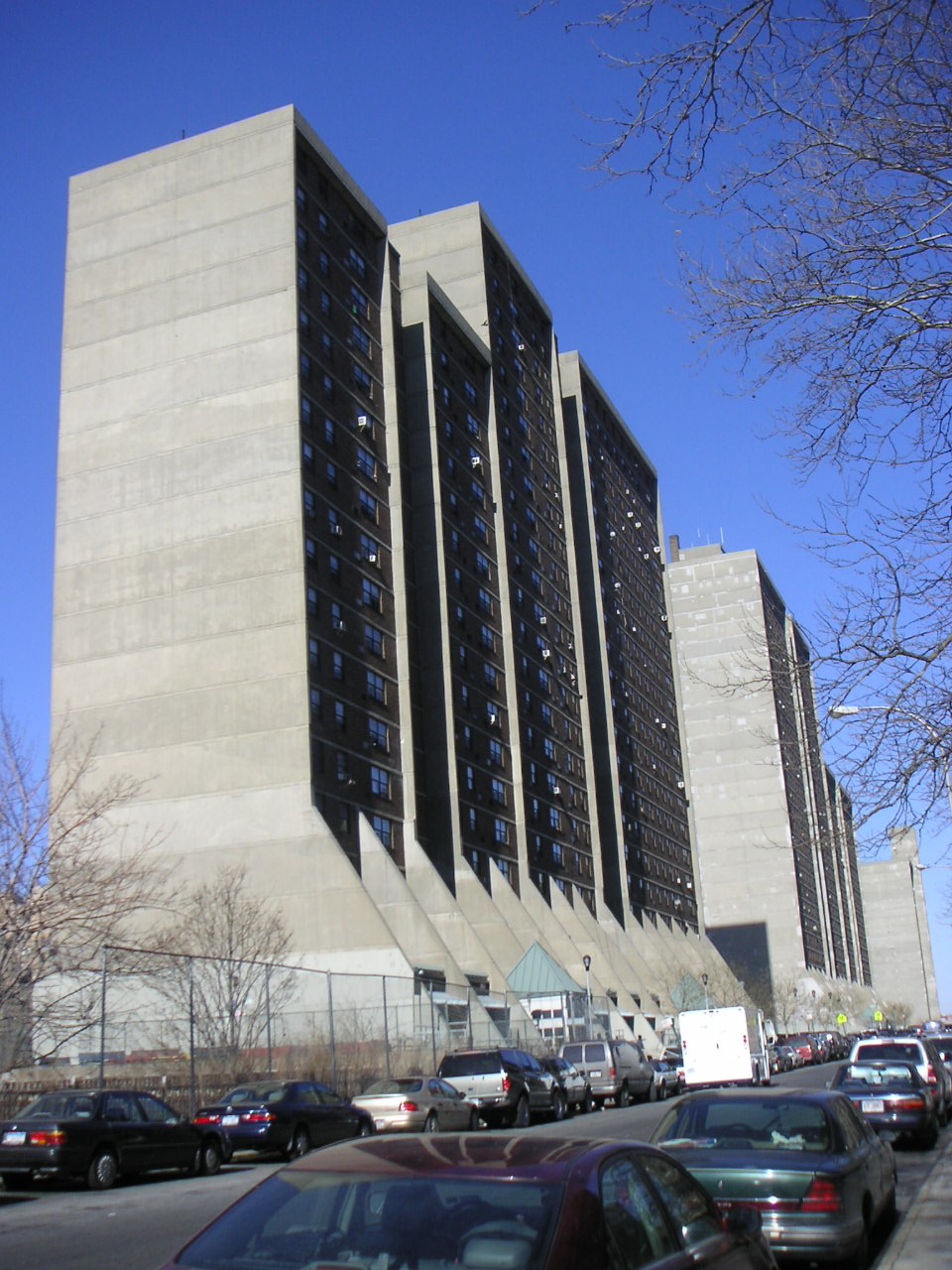
Morrisania Air Rights
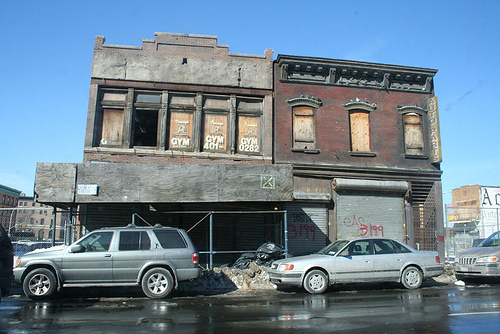
Vervallen blok (2007)
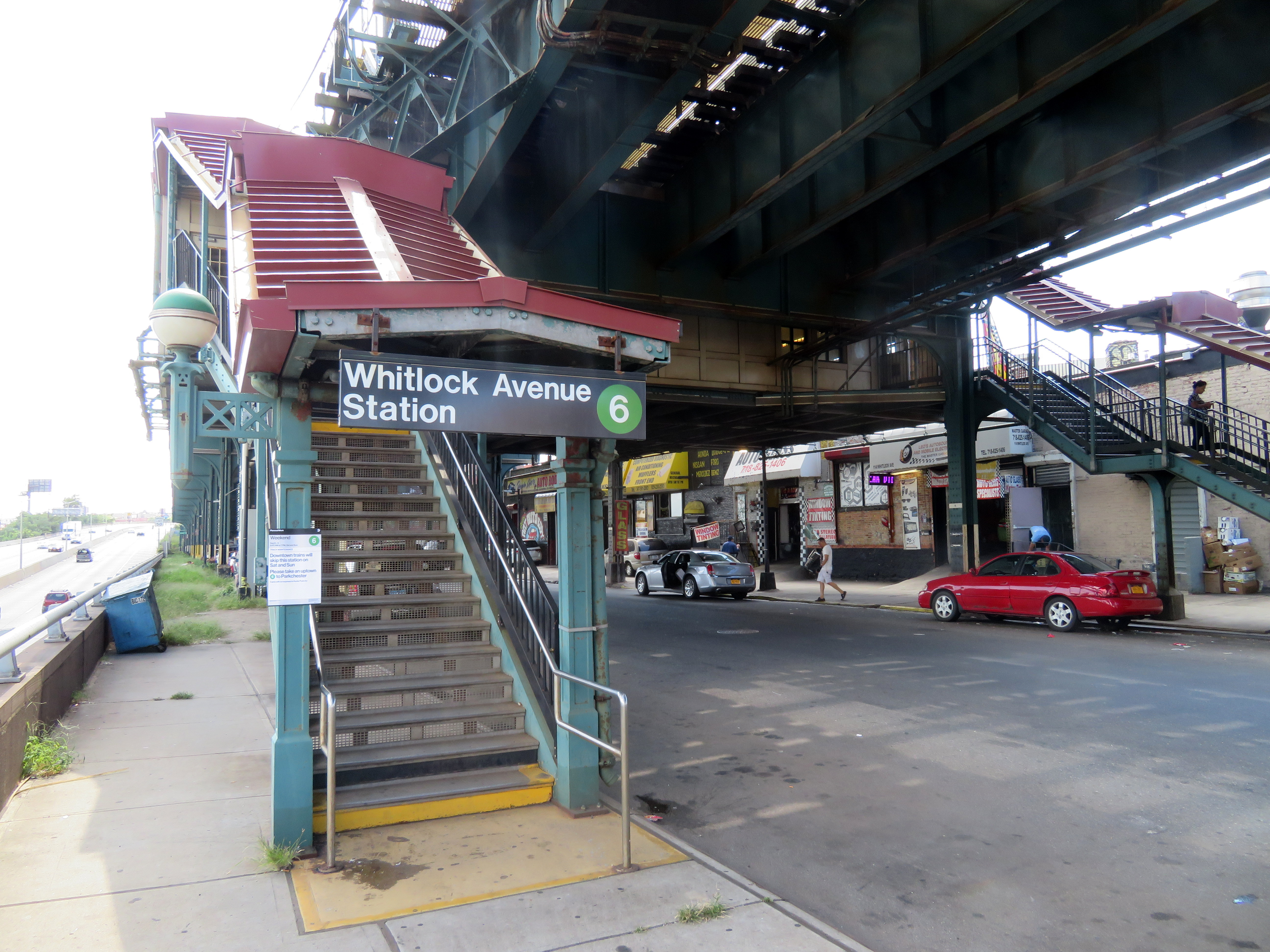
Ingang van het metrostation Whitlock Avenue
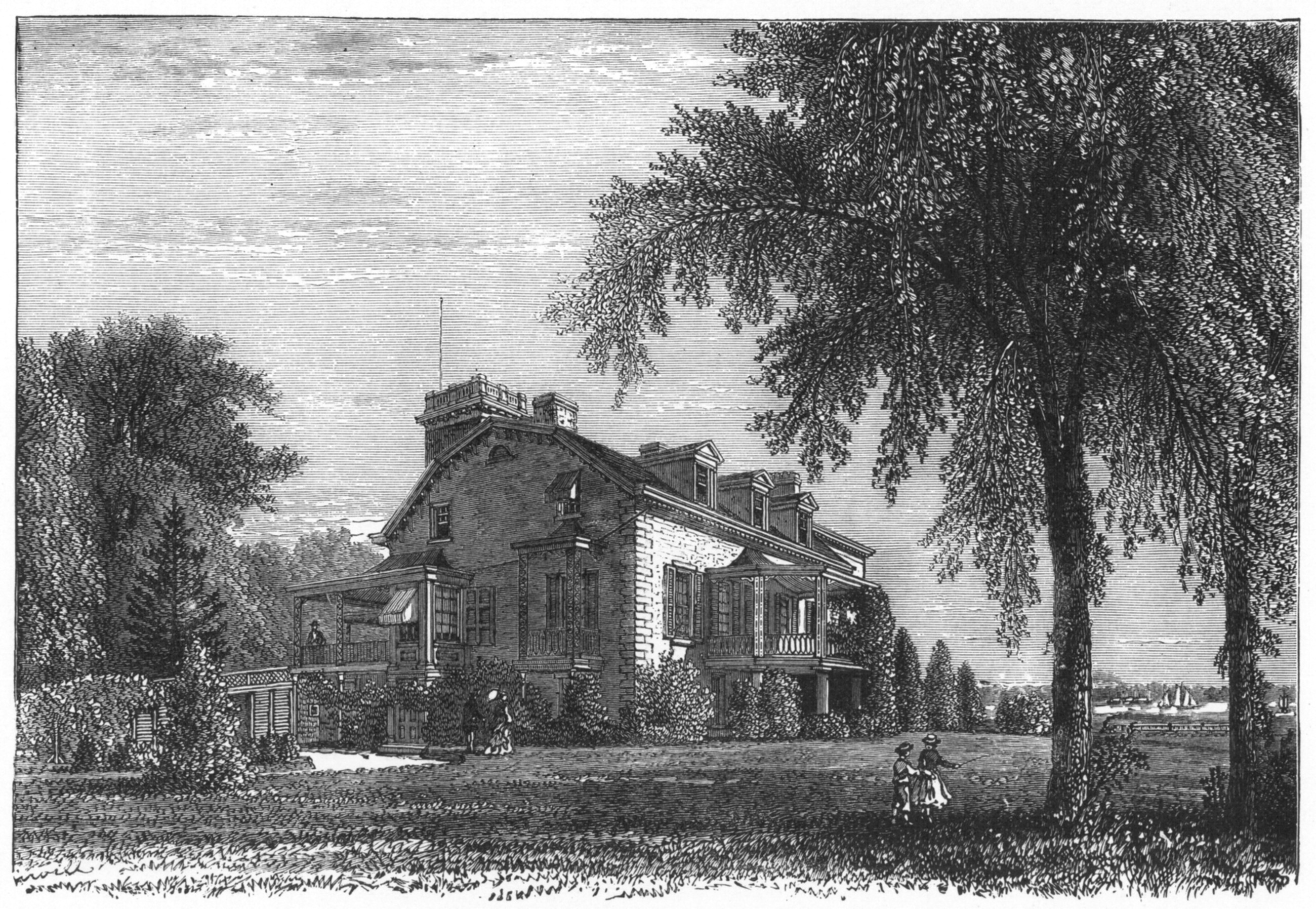
Villa in Morrisania (voor 1891)

- MusicBrainz: 6adbb349-c920-4759-b314-42fc6bcd4d57

City Island · Concourse · Co-op City · Fordham · Kingsbridge · Morrisania · Parkchester · Riverdale · Spuyten Duyvil · Throgs Neck · Wakefield · West Farms